# Habsburg (Argovia)
Habsburg (hispanizado Habsburgo) es una comuna suiza del cantón de Argovia, situada en el distrito de Brugg. Limita al norte con la comuna de Brugg, al este con Hausen, al sur con Scherz y al oeste con Schinznach-Bad.

## Véase también

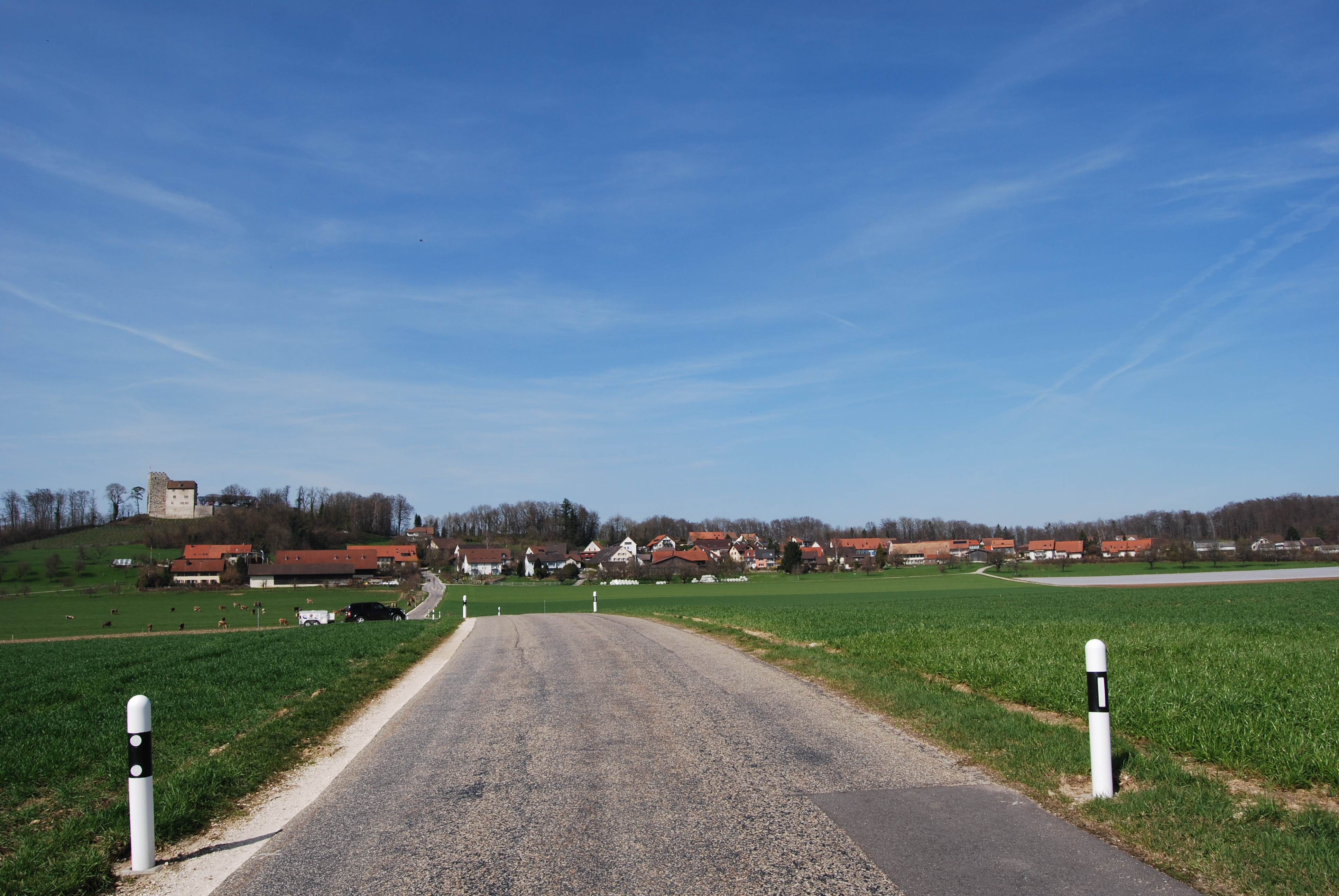
Habsburg